# Green Park (métro de Londres)
Green Park est une station des lignes Jubilee line, Piccadilly line et Victoria line du métro de Londres, en zone 1. Elle est située à proximité de Green Park, sur le territoire de la cité de Westminster.
Son bâtiment est classé Grade II listed building.

## Histoire
La station, alors dénommée « Dover Street » est mise en service en 1906 sur la Piccadilly line, avec l'entrée dans la rue du même nom en Mayfair. Le nom est changé en Green Park en 1933, quand l'entrée originale est abandonnée et qu'une nouvelle entrée soit construite en Piccadilly, avec une nouvelle billetterie. Pour la majorité de son histoire, la Piccadilly line était la seule ligne à desservir la station. La Victoria line et la Jubilee line ne furent construites qu’en 1969 et 1979 respectivement, transformant alors la station en une station de correspondance importante.

## À proximité
- Palais de Buckingham
- Constitution Hill
- Fortnum & Mason
- Green Park